# منوچهر وثوق
عباس رضایی وثوق (۱۴ بهمن ۱۳۲۲ – ۸ اسفند ۱۴۰۰) که با نام منوچهر وثوق شناخته می‌شود بازیگر اهل ایران بود. او که پیش از انقلاب ۱۳۵۷ یکی پرکارترین بازیگران ایران بود با فیلم جاهل‌ها و ژیگول‌ها (۱۳۴۳) ساختهٔ حسین مدنی به سینما آمد و برای نقش‌آفرینی در فیلم چرخ بازیگر (۱۳۴۷) به شهرت رسید.

## زندگی‌نامه

### آغاز
عباس رضایی وثوق ۱۴ بهمن ۱۳۲۲ در خیابان ری، تهران زاده شد. وی تحصیلاتش را در دبیرستان بدر سپری کرد. از نوجوانی به ورزش علاقه داشت و در رشتهٔ دو و میدانی فعالیت می‌کرد. منوچهر وثوق در این زمان به همراه سعید قائم‌مقامی به بازیگری در تئاتر روی آورد و برای سازمان‌هایی نظیر پیشاهنگی و جمعیت شیر و خورشید سرخ ایران به اجرای تئاتر می‌پرداخت. با تشکیل «گروه تئاتر کاوه» توسط سعید قائم‌مقامی، منوچهر وثوق نیز به همراه این گروه همکاری خود را با اجرای تئاترهای زنده، با تلویزیون ملی ایران آغاز کرد.

### پیش از انقلاب
منوچهر وثوق فعالیت در سینما را از سال ۱۳۴۳ با بازی در فیلم جاهل‌ها و ژیگول‌ها آغاز کرد. پس از آن نخستین نقش اول خود را در فیلم مرد نامرئی ایفا کرد و پس از بازی در فیلم چرخ بازیگر به کارگردانی مهدی امیرقاسم خانی در سال ۱۳۴۷ به شهرتِ بیشتر رسید. او در آغاز به دلیل ظاهر و چهره‌اش با محمدعلی فردین مقایسه می‌شد. اما بعدها خود را بازیگری مستقل نشان داد. وی در بیش از ۹۰ فیلم سینمایی به ایفای نقش پرداخت. او یکی از بازیگران ثابت استودیو پارس‌فیلم متعلق به اسماعیل کوشان بود. علاوه بر این، او در همان نیمه دهه ۱۳۴۰ در آثار فیلمسازان دیگری مانند مهدی ژورک و مهدی رئیس‌فیروز هم نقش اول بازی کرد.
منوچهر وثوق تا آخر دهه ۱۳۴۰ خورشیدی در فیلم‌های عامه‌پسند در کنار هنرپیشه‌های سرشناس آن مقابل دوربین رفت. حق و ناحق، زرخرید و زخم خنجر رفیق از آخرین فیلم‌هایی بودند که وی تا پیش از انقلاب ۱۳۵۷ در آن‌ها بازی کرد.

### پس از انقلاب
منوچهر وثوق پس از خروج محمدرضا شاه و پیش از پیروزی انقلاب ۱۳۵۷ در خارج از ایران بود. با تماس‌هایی که از ایران با او گرفتند به ایران بازگشت. اما پس از بازگشت، از کار در سینما ممنوع‌الکار شد؛ بنابراین بازیگری را در تئاترهای لاله‌زار ادامه داد. اما پس از مدتی به همراه عدهٔ دیگری از هنرمندان، به دادگاه انقلاب زندان اوین احضار و پس از بازجویی و ارائهٔ تعهد بر اینکه کاری برخلاف موازین اسلام انجام ندهند آزاد شد. اما هرگز اجازه و امکان ادامهٔ فعالیت‌های هنری به وی داده نشد.
منوچهر وثوق پس از پنج سال زندگی در ایران و بیکاری، پنهانی به پاکستان رفت و از آنجا به انگلستان مهاجرت کرد. وی در سال‌های نخست ورود به لندن در نمایش واریته آخوندی به تهیه‌کنندگی رضا فاضلی و کارگردانی رضا سرکوب بازی کرد. وثوق در مصاحبه با بی‌بی‌سی، علت مهاجرت از ایران را ناامیدی از ادامهٔ فعالیت به علت اظهارات منفی سید محمد خاتمی وزیر وقت فرهنگ و ارشاد اسلامی، دربارهٔ بازیگران پیش از انقلاب دانست. وی با شبکهٔ من و تو همکاری داشت.

### درگذشت
منوچهر وثوق پس از چندین ماه تحمل بیماری سرطان، سرانجام در ۸ اسفند ۱۴۰۰ در ۷۸ سالگی در لندن درگذشت.

## فیلم‌شناسی

### بازیگر

سه منوچهر هنرمند ایرانی از راست: منوچهر سخایی، منوچهر وثوق، منوچهر والی زاده

منوچهر وثوق و محسن آراسته در فیلم دختر کدخدا

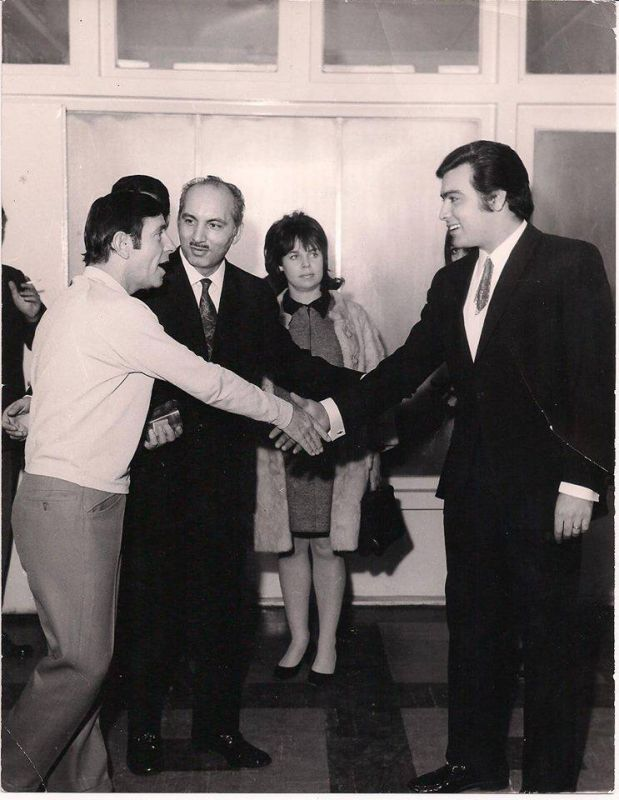
نورمن ویزدوم (چپ) مهدی میثاقیه (وسط) منوچهر وثوق (راست) در ایران - ۱۳۴۰

- منافق (۱۳۵۹)
- حق و ناحق (۱۳۵۷)
- زخم خنجر رفیق (۱۳۵۷)
- زرخرید (۱۳۵۷)
- مشت مرد (۱۳۵۷)
- نمک‌نشناس (۱۳۵۷)
- اشک رقاصه (۱۳۵۶)
- تازه عروس (۱۳۵۶)
- حکم تیر (۱۳۵۶)
- خان نایب (۱۳۵۶)
- سه دلباخته (۱۳۵۶)
- فری دست قشنگ (۱۳۵۶)
- فریاد عشق (۱۳۵۶)
- مرد خدا (۱۳۵۶)
- مشکل آقای اعتماد (۱۳۵۶)
- با هم ولی تنها (۱۳۵۵)
- تنهایی (۱۳۵۵)
- جایزه (۱۳۵۵)
- رامشگر (۱۳۵۵)
- ستیز (۱۳۵۵)
- آلوده (۱۳۵۴)
- انگشت‌نما (۱۳۵۴)
- تیرانداز (۱۳۵۴)
- راننده اجباری (۱۳۵۴)
- رقیب (۱۳۵۴)
- زیبای پررو (۱۳۵۴)
- سارق (۱۳۵۴)
- کینه (۱۳۵۴)
- هیچکی بابا نمیشه (۱۳۵۴)
- الکی خوش (۱۳۵۳)
- این دست کجه (۱۳۵۳)
- پری خوشگله (۱۳۵۳)
- تهمت (۱۳۵۳)
- دختران بلا، مردان ناقلا (۱۳۵۳)
- دروغگوی کوچولو (۱۳۵۳)
- گلنسا در پاریس (۱۳۵۳)
- ماجراجویان خشن (۱۳۵۳)
- مسافر (۱۳۵۳)
- هرجایی (۱۳۵۳)
- بوسه بر لب‌های خونین (۱۳۵۲)
- در آخرین لحظه (۱۳۵۲)
- دل خودش می‌خواد (۱۳۵۲)
- روسیاه (۱۳۵۲)
- زن باکره (۱۳۵۲)
- طاهر (۱۳۵۲)
- مروارید (۱۳۵۲)
- مغربی (۱۳۵۲)
- مکافات (۱۳۵۲)
- ناخدا (۱۳۵۲)
- آبنبات‌چوبی (۱۳۵۱)
- سر گروهبان (۱۳۵۱)
- عاصی (۱۳۵۱)
- قایقرانان (۱۳۵۱)
- نانجیب (۱۳۵۱)
- نواب (۱۳۵۱)
- آتشپاره شهر (۱۳۵۰)
- آسمون بی‌ستاره (۱۳۵۰)
- بدنام (۱۳۵۰)
- خوشگل محله (۱۳۵۰)
- خوشگلترین زن عالم (۱۳۵۰)
- درختان ایستاده می‌میرند (۱۳۵۰)
- رسوای عشق (۱۳۵۰)
- زیر بازارچه (۱۳۵۰)
- کاکو (۱۳۵۰)
- ملا ممد جان (۱۳۵۰)
- قسمت (۱۳۵۰)
- حادثه‌جویان (۱۳۴۹)
- حسن فرفره (۱۳۴۹)
- رسوایی (۱۳۴۹)
- عروس بیانکا (۱۳۴۹)
- تک‌خال (۱۳۴۸)
- مالک دوزخ (۱۳۴۸)
- معجزه قلب‌ها (۱۳۴۸)
- دنیای پوشالی (۱۳۴۷)
- پابرهنه‌ها (۱۳۴۷)
- پلی بسوی بهشت (۱۳۴۷)
- چرخ بازیگر (۱۳۴۷)
- دختر شاه پریون (۱۳۴۷)
- دختر عشوه‌گر (۱۳۴۷)
- ستاره هفت آسمان (۱۳۴۷)
- عشق قارون (۱۳۴۷)
- گردش روزگار (۱۳۴۷)
- خوشگل و قهرمان (۱۳۴۶)
- غم‌ها و شادی‌ها (۱۳۴۶)
- حسین کرد (۱۳۴۵)
- دختر کدخدا (۱۳۴۵)
- مرد نامرئی (۱۳۴۵)
- جاهل‌ها و ژیگول‌ها (۱۳۴۳)

#### تهیه‌کننده
- دختر شاه پریون